# Cianur de sodi
El cianur de sodi (en anglès:Sodium cyanide) és un compost inorgànic am la fórmula química NaCN. És un sòlid blanc i soluble en aigua. El cianur té una gran afinitat pels metalls, cosa que porta que aquesta sal química sigui molt tòxica. La principal aplicació és en la mineria de l'or. Quan es tracta amb àcid forma el gas tòxic cianur d'hidrogen.

## Producció
El cianur de sodi es produeix tractant el cianur d'hidrogen amb hidròxid de sodi:
HCN + NaOH → NaCN + H₂O
S'estima que la producció mundial va ser de 500.000 tons en l'any 2006.
L'estructura del NaCN sòlid està relacionada amb la del clorur de sodi.

## Toxicitat
Les sals de cianur es troben entre els verins d'acció més ràpida. El cianur és un potent inhibidor de la respiració cel·lular i actua en la citocrom oxidasa dels mitocondris i bloqueja el transport d'electrons. Ocorre l'acidosi làctica a conseqüència del metabolisme anaerobi.